# Prepona demophon
Prepona demophon är en fjärilsart som beskrevs av Carl von Linné 1758. Prepona demophon ingår i släktet Prepona och familjen praktfjärilar. Inga underarter finns listade i Catalogue of Life.

## Bildgalleri

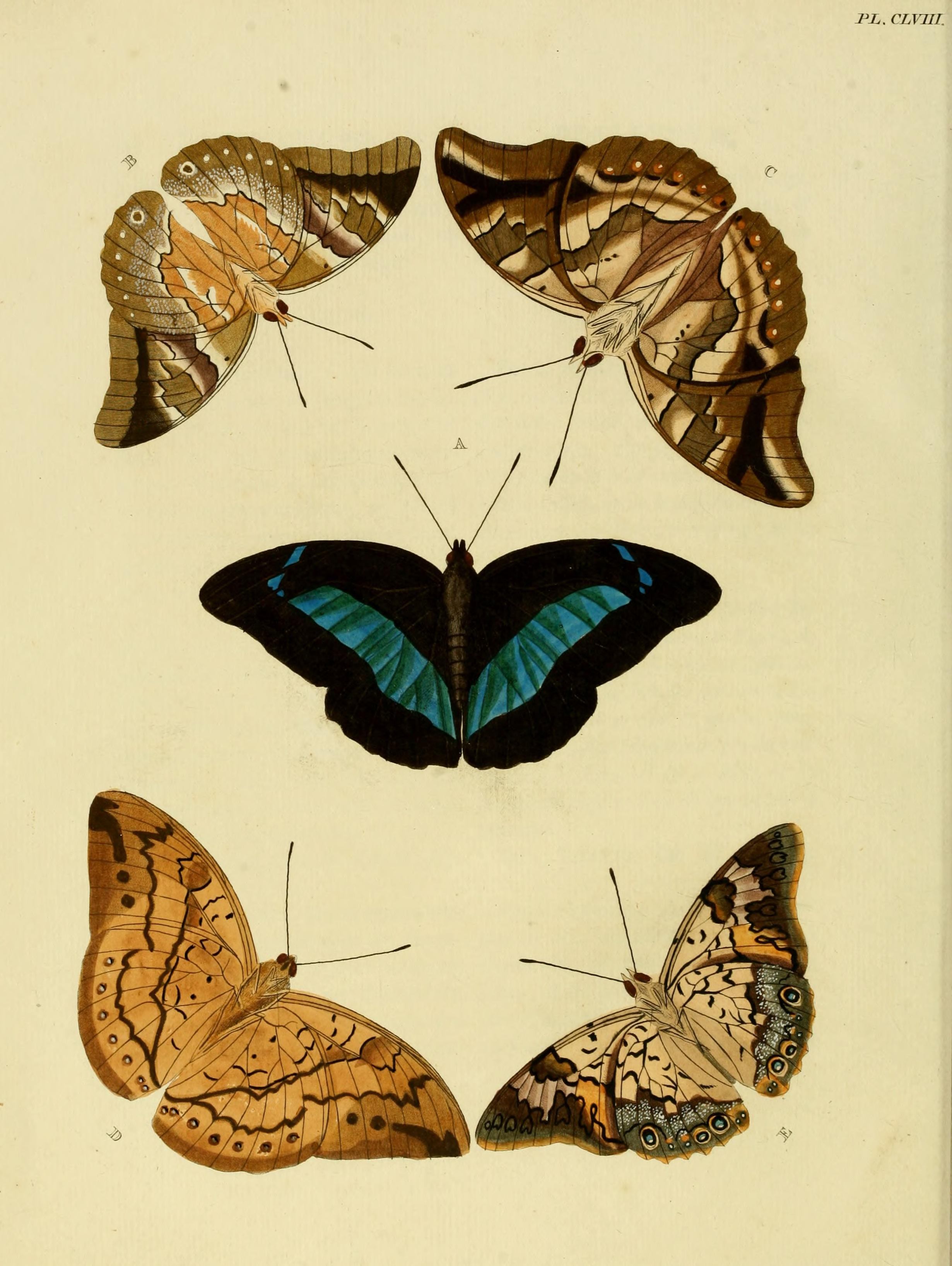
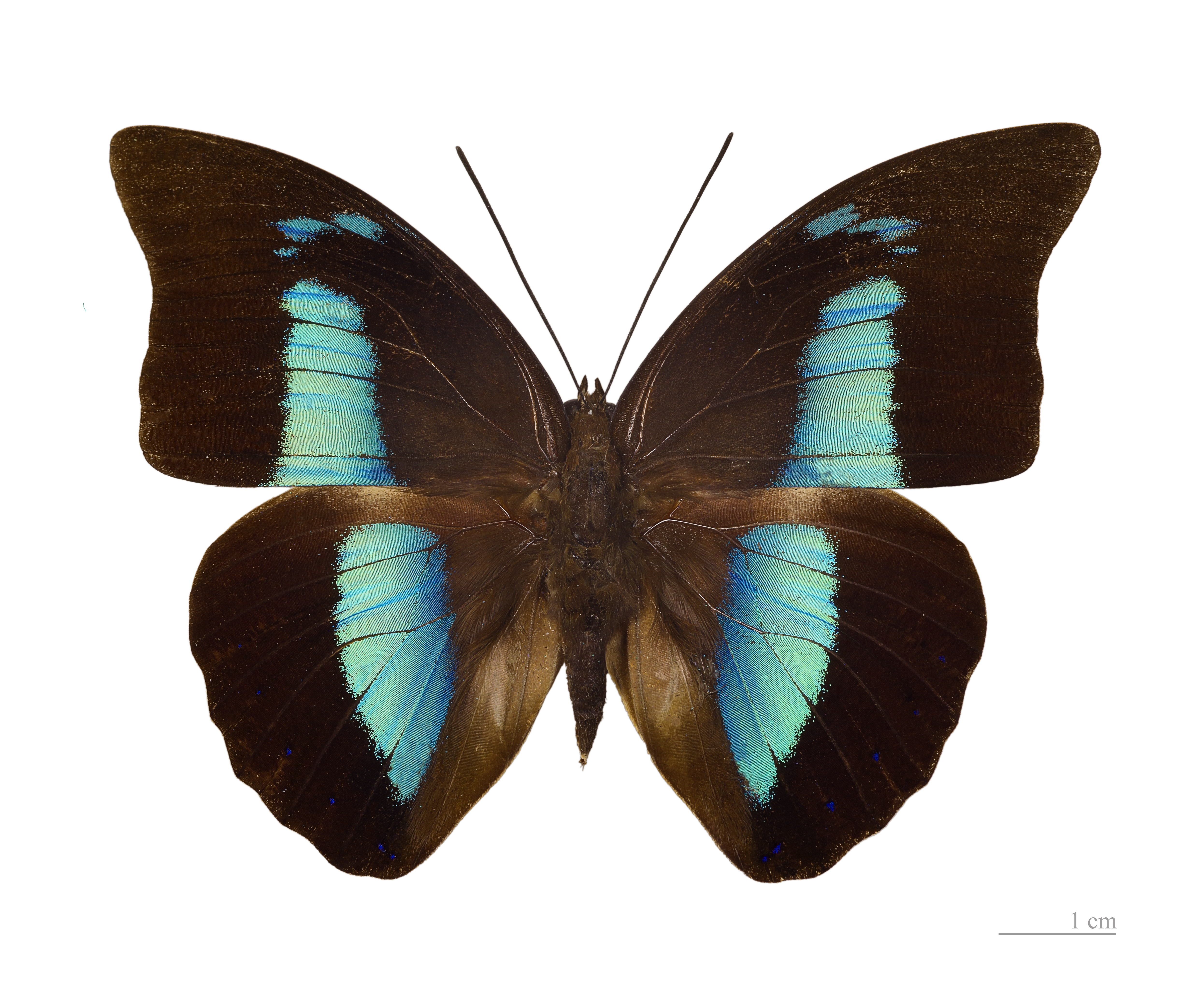
Archaeoprepona demophon demophon
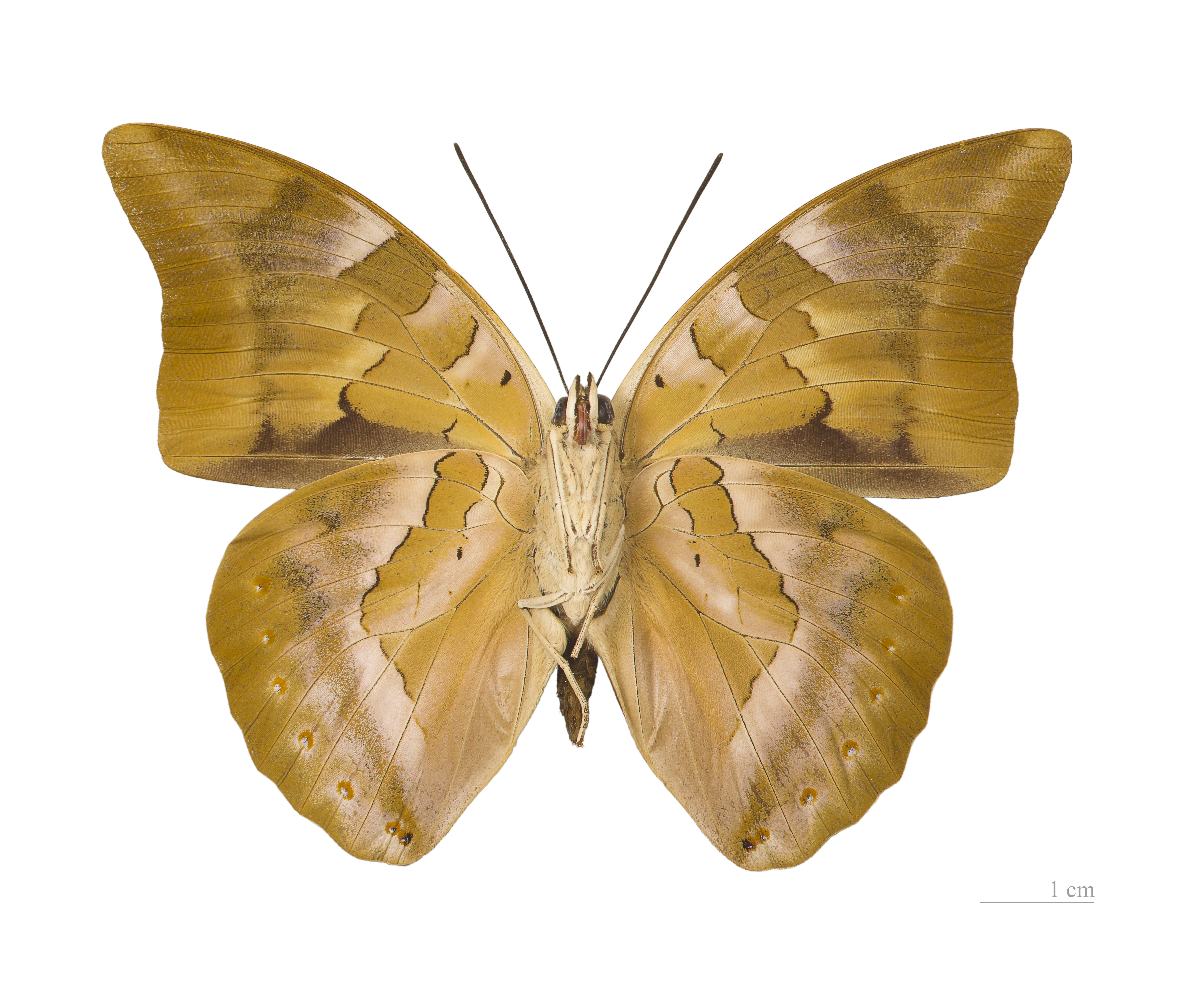
Archaeoprepona demophon demophon △
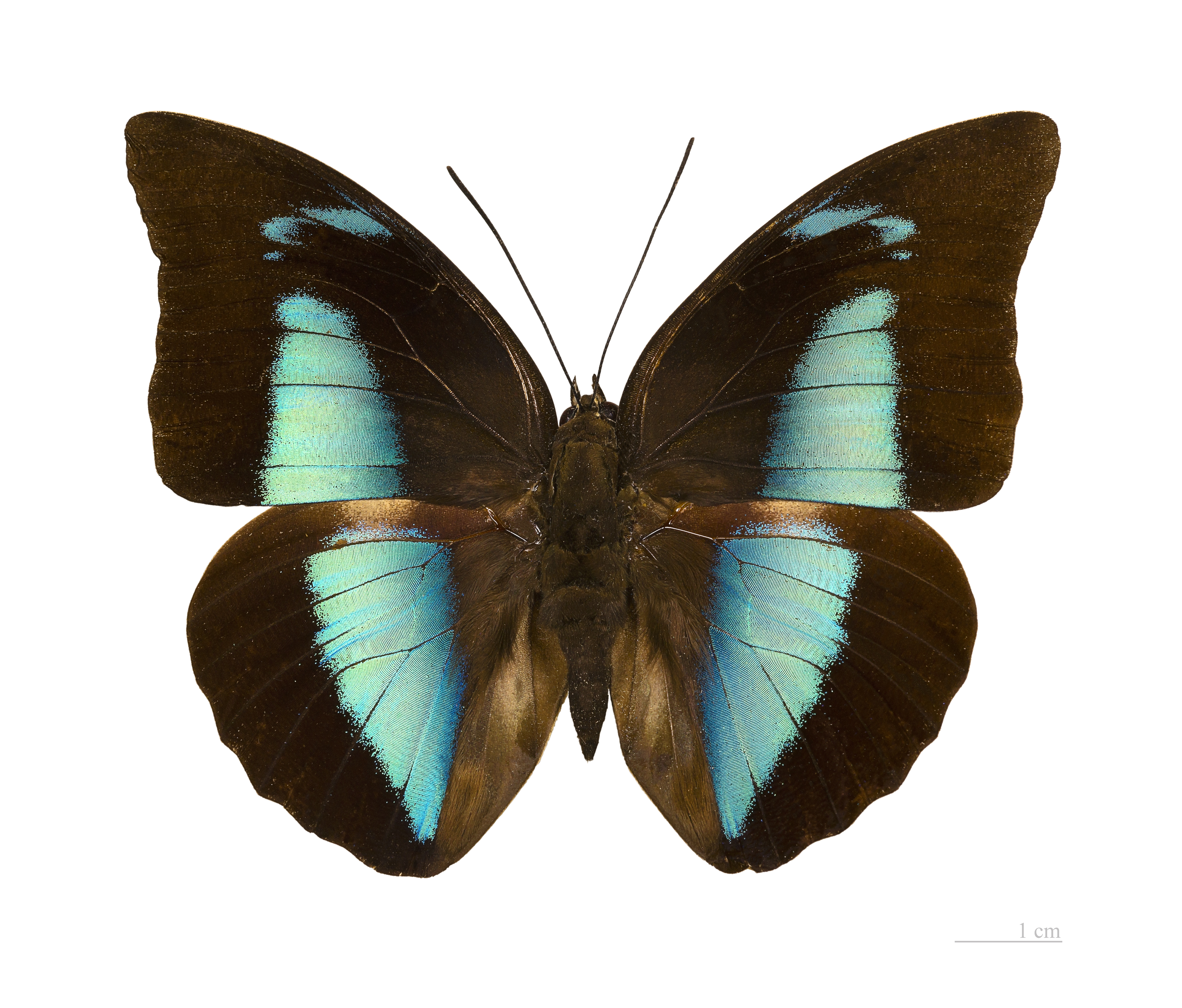
Archaeoprepona demophon muson ♂
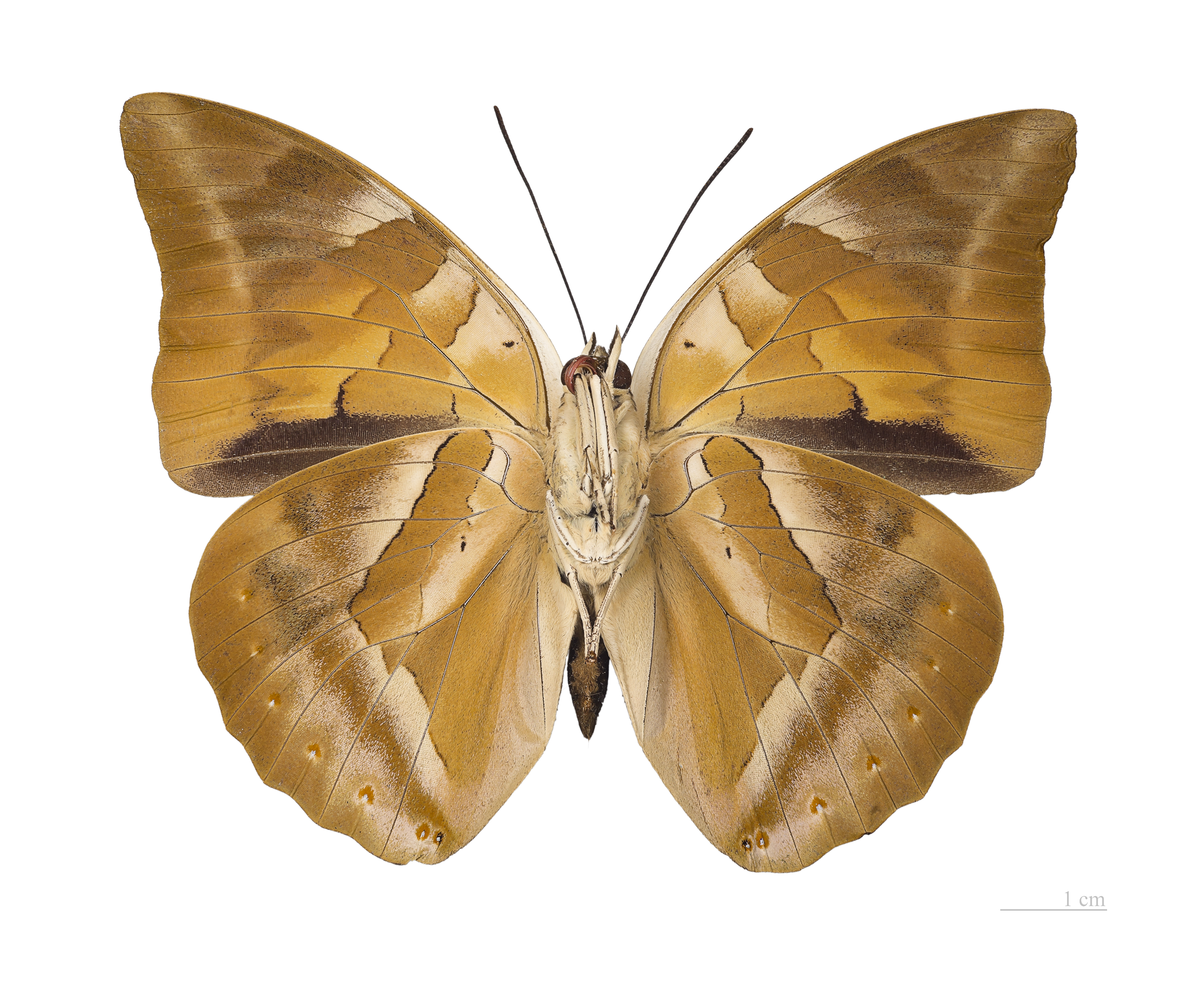
Archaeoprepona demophon muson ♂△